# (48463) 1991 RH14
(48463) 1991 RH14 là một tiểu hành tinh vành đai chính. Nó được phát hiện bởi Henry E. Holt ở Đài thiên văn Palomar ở Quận San Diego, California, ngày 13 tháng 9 năm 1991.